# San Sebastiano al Palatino
San Sebastiano al Palatino ou Igreja de São Sebastião no Palatino é uma igreja de Roma, Itália, dedicada a São Sebastião e localizada no Monte Palatino.
O cardeal-diácono protetor da diaconia de São Sebastião no Palatino é Edwin Frederick O'Brien, arcebispo-emérito de Baltimore e grão-mestre da Ordem Equestre do Santo Sepulcro de Jerusalém.

## História
Segundo a lenda, a primeira igreja no local construída sobre o local do martírio de São Sebastião no século X e a segunda (a atual), uma reconstrução de 1624 ordenada pelo papa Urbano VIII. A nova igreja preservou os afrescos da abside ("Cristo entre São Lourenço e Santo Estêvão", "São Sebastião e São Zótico como diáconos" e, abaixo, "Nossa Senhora entre Anjos") da igreja original.
Inicialmente chamada de Santa Maria in Pallara, uma referência a Paládio, uma antiga imagem de Atena que se dizia ter vindo de Troia — e um dos objetos mais sagrados da Roma Antiga —, que supostamente estava abrigada no templo pagão no mesmo local.

## Galeria

Imagens da igreja
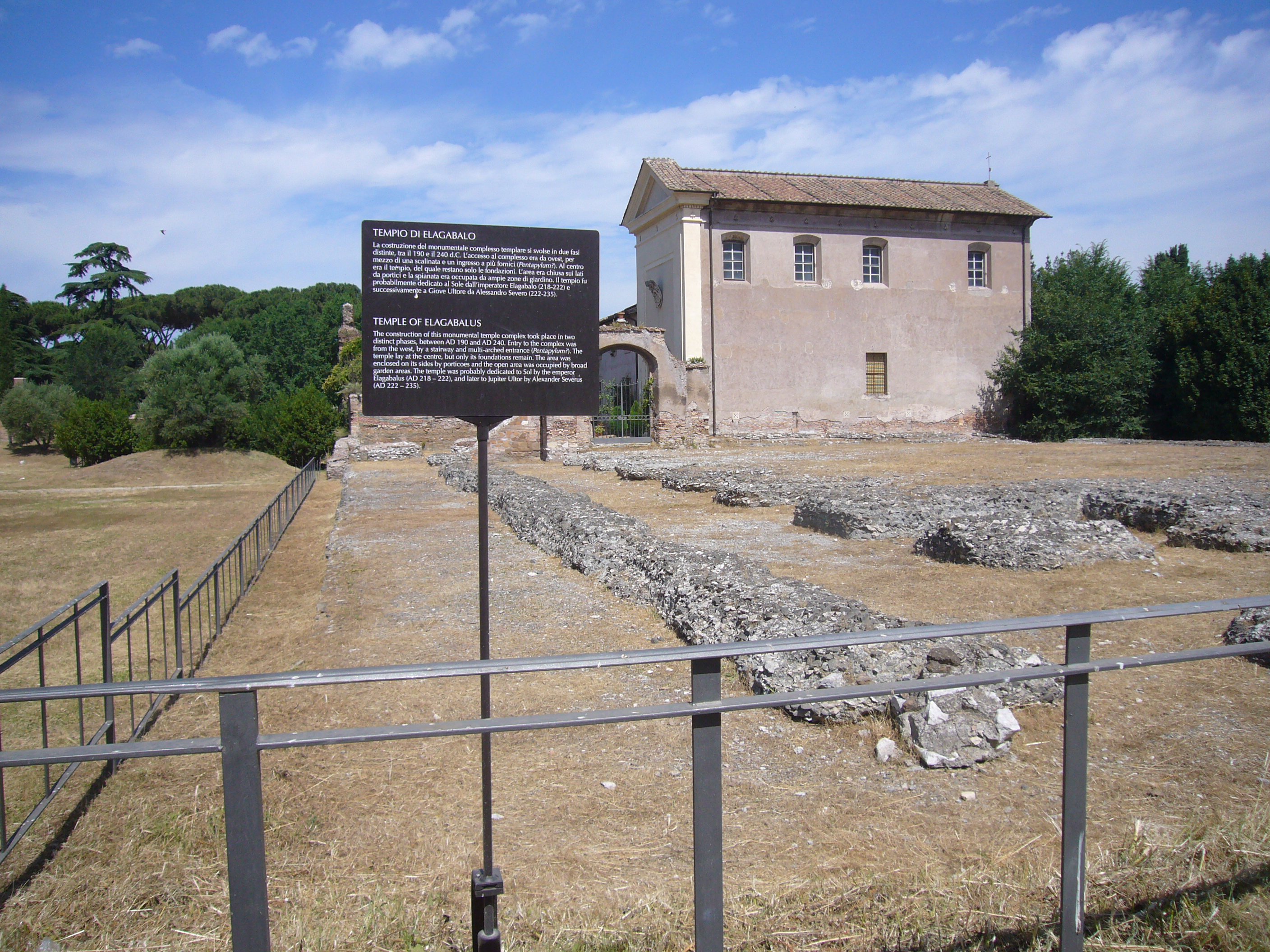
Ruínas do vizinho Templo de Heliogábalo
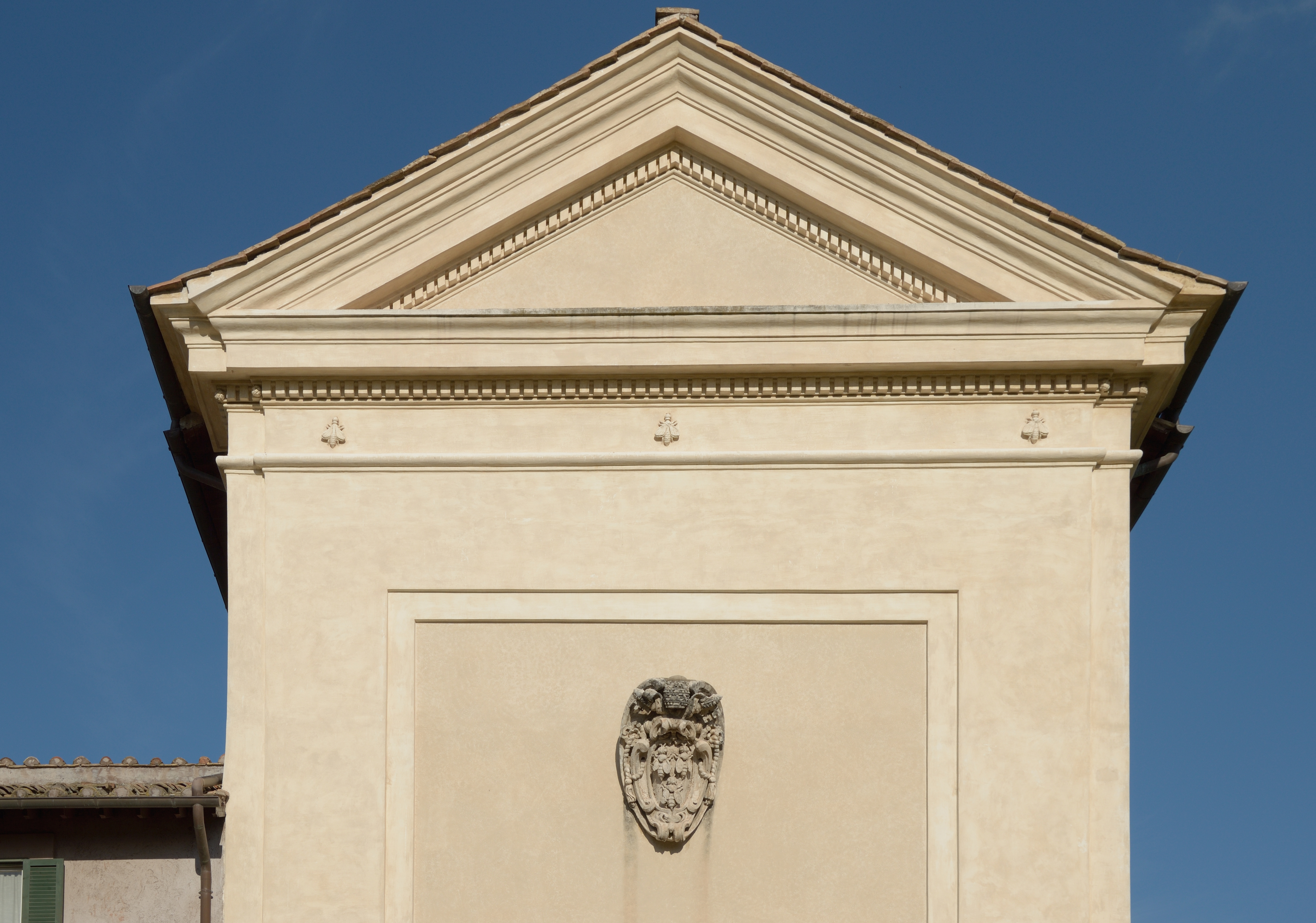
Detalhe da fachada do século XVII
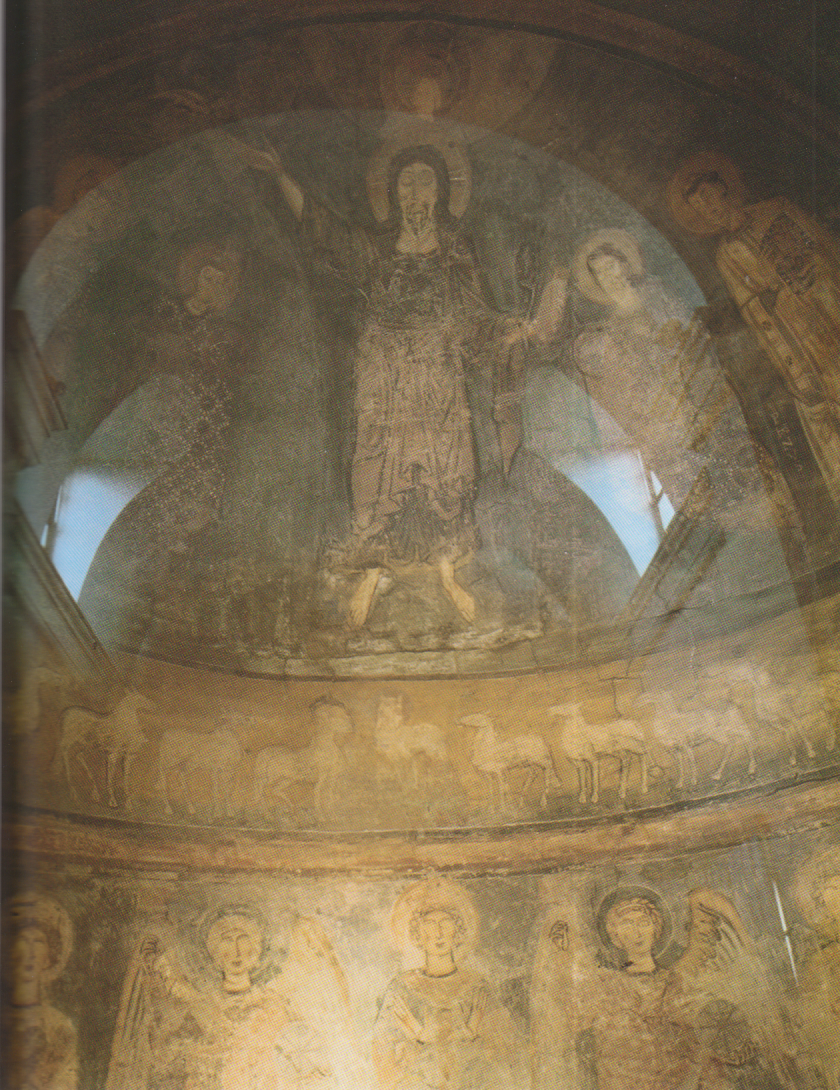
Afrescos do século X na semicúpula da abside
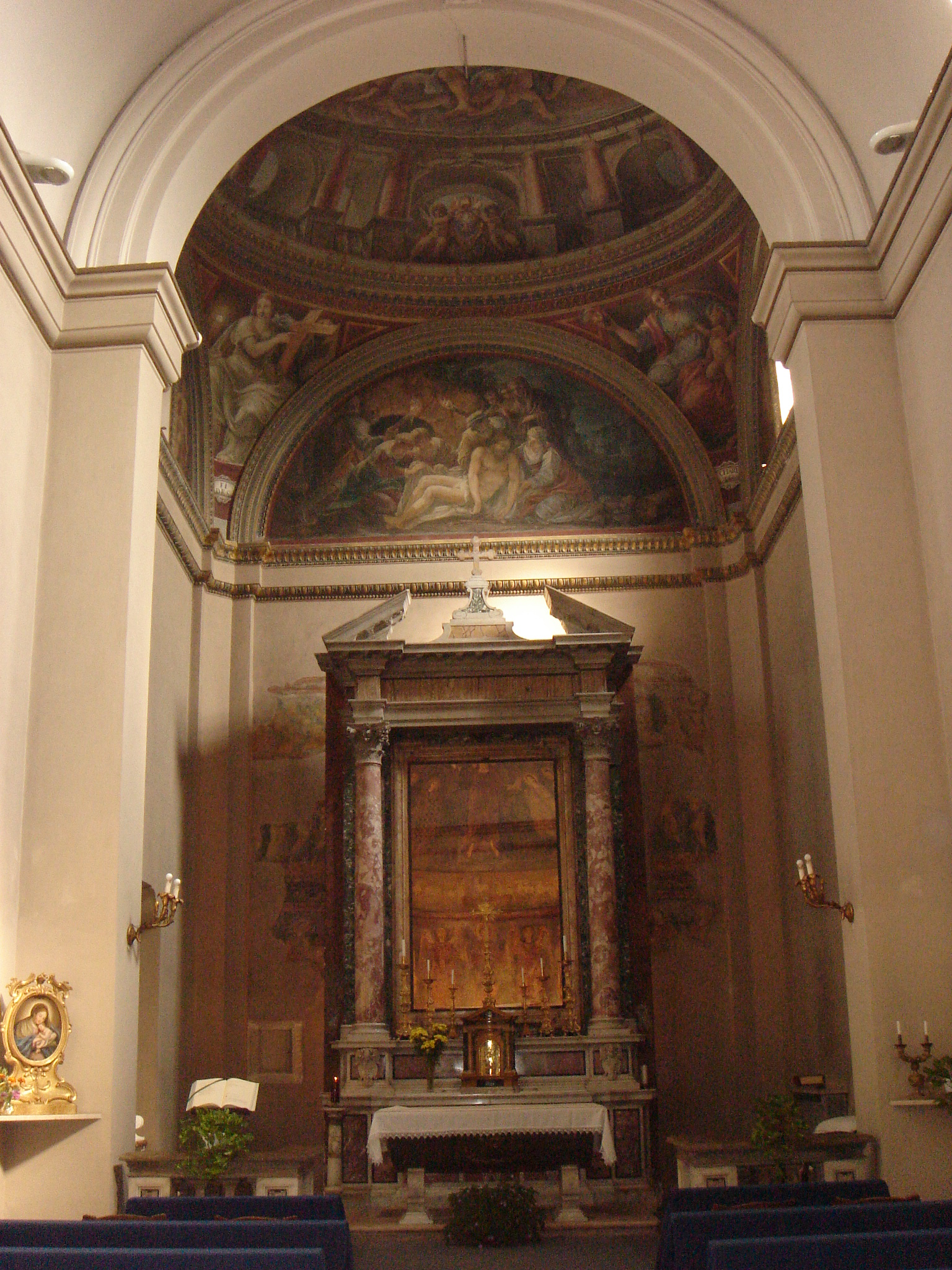
Altar-mor